# Prokopowicze (sielsowiet Podłabienie)
Prokopowicze (biał. Пракопавічы, ros. Прокоповичи) – wieś na Białorusi, w obwodzie grodzieńskim, w rejonie grodzieńskim, w sielsowiecie Podłabienie.
Wieś królewska ekonomii grodzieńskiej położona była w końcu XVIII wieku w powiecie grodzieńskim województwa trockiego. W czasach zaborów miejscowość leżała w obrębie gminy Grzebienie w powiecie sokólskim guberni grodzieńskiej Imperium Rosyjskiego.
W okresie międzywojennym Prokopowicze znajdowały się w gminie Nowy Dwór w powiecie sokólskim województwa białostockiego II Rzeczypospolitej. Wieś należała do rzymskokatolickiej parafii św. Jana Chrzciciela w Nowym Dworze. 
Po agresji ZSRR na Polskę w 1939 r. miejscowość znalazła się w BSRR. 
Od 1991 r. – w niepodległej Białorusi.